# Liste der Verfilmungen von Jane Austens Werken

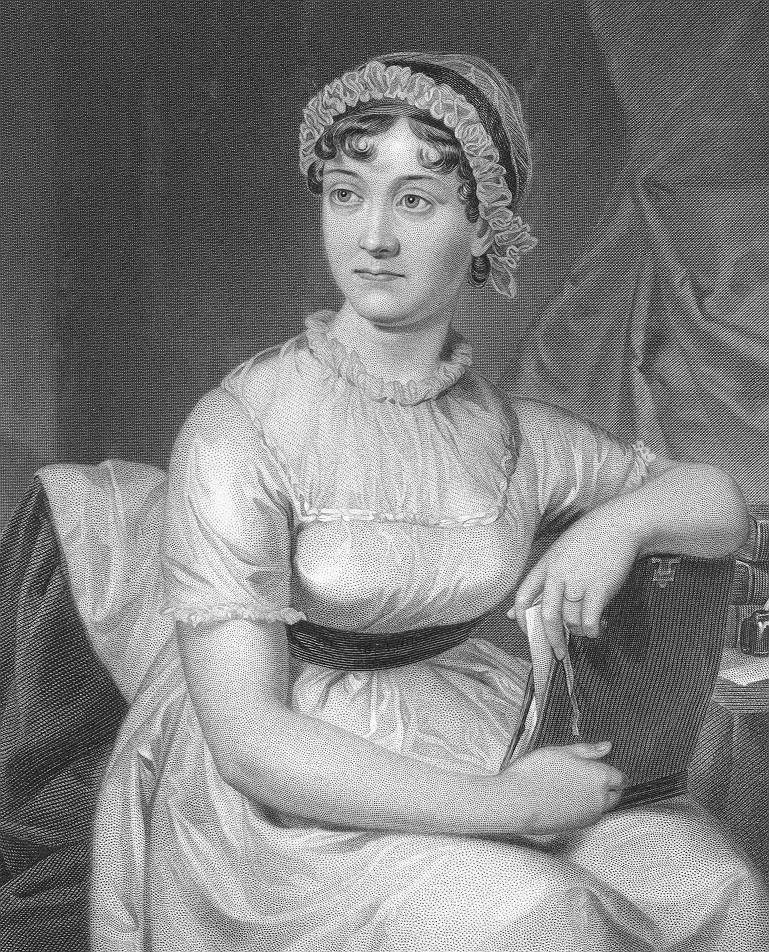
Idealisiertes Porträt von Jane Austen, um 1873

Die Liste der Verfilmungen von Jane Austens Werken soll einen Überblick über die bislang veröffentlichten Kino- und Fernsehadaptionen von Werken der britischen Schriftstellerin Jane Austen verschaffen.
Besonders häufig entstanden Verfilmungen im Auftrag der BBC, die bereits 1938 einen ersten Fernsehfilm basierend auf Austens Stolz und Vorurteil produzierte. Kurz darauf wurde Austen von Hollywood entdeckt, wo ebendieser Roman 1940 erstmals für die Kinoleinwand in Szene gesetzt wurde. Über die Jahre folgten zahlreiche, zumeist mehrteilige und in England gedrehte Fernsehadaptionen. Erst ab Mitte der 1990er Jahre entstanden weitere Kinofilme, die Austens Romane als literarische Vorlage nutzten. Allein zwischen 1995 und 1996 wurden vier Kinofilme veröffentlicht, darunter Ang Lees Sinn und Sinnlichkeit und die US-amerikanische Teenager-Komödie Clueless – Was sonst! als moderne Version von Austens Emma. Ab dem Jahr 2000 entstanden zudem drei Bollywood-Filmmusicals, die auf Austen-Romanen beruhen, wie beispielsweise Liebe lieber indisch (2004). Auch Filmbiografien über die Autorin, wie etwa Geliebte Jane, die sich vor allem auf Briefe von Austen stützen, sind in der Liste verzeichnet.
Mit Abstand am häufigsten wurde Stolz und Vorurteil adaptiert, so auch 1995 als gleichnamiger BBC-Mehrteiler, der neben der Romanvorlage vor allem durch seinen Hauptdarsteller Colin Firth in der Rolle des Mr. Darcy Helen Fielding zu ihren Bridget-Jones-Romanen inspirierte. Firth spielte schließlich auch die Rolle des Mark Darcy in den Fielding-Adaptionen Bridget Jones – Schokolade zum Frühstück (2001) und Bridget Jones – Am Rande des Wahnsinns (2004), die jedoch nicht hinreichend Bezüge zu Austen aufweisen, um in der Liste aufgeführt zu werden. Die Austen-Parodie Stolz und Vorurteil und Zombies (2016) nach dem gleichnamigen Roman von Seth Grahame-Smith ist mit seiner eigenständigen literarischen Vorlage ebenfalls nicht Teil der Liste.

## Legende
- Jahr: gibt das Jahr der Erstveröffentlichung an
- Filmtitel: nennt den Titel der Verfilmung; sofern deutscher Verleihtitel vorhanden, ist der Originaltitel in Klammern angegeben
- Land: nennt das Produktionsland bzw. die Produktionsländer mit Länderkürzel
- Regie: nennt den Regisseur bzw. die Regisseurin der Verfilmung
- Darsteller: nennt Darsteller der Verfilmung, zumeist Hauptdarsteller
- Vorlage: nennt die literarische Vorlage von Jane Austen
- Anmerkungen: liefert weitere Informationen zur Verfilmung

## Verfilmungen von Jane Austens Werken
| Jahr      | Filmtitel                                                   | Land          | Regie                                          | Darsteller                                                    | Vorlage                                                                              | Anmerkungen |
| --------- | ----------------------------------------------------------- | ------------- | ---------------------------------------------- | ------------------------------------------------------------- | ------------------------------------------------------------------------------------ | --- |
| 1938      | Pride and Prejudice                                         | GBR           |                                                | Curigwen Lewis, Andrew Osborn                                 | Stolz und Vorurteil                                                                  | erste Fernsehverfilmung der BBC, in Schwarzweiß, wahrscheinlich Liveübertragung                                                              |
| 1940      | Stolz und Vorurteil (Pride and Prejudice)                   | USA           | Robert Z. Leonard                              | Greer Garson, Laurence Olivier                                | Stolz und Vorurteil                                                                  | erste Leinwandverfilmung von MGM, in Schwarzweiß, mit einem Oscar prämiert                                                                   |
| 1948      | Emma                                                        | GBR           | Michael Barry                                  | Judy Campbell, Ralph Michael                                  | Emma                                                                                 | Fernsehfilm der BBC, in Schwarzweiß |
| 1952      | Pride and Prejudice                                         | GBR           | Campbell Logan                                 | Daphne Slater, Peter Cushing, Richard Johnson                 | Stolz und Vorurteil                                                                  | sechsteilige Fernsehverfilmung der BBC, in Schwarzweiß                                                                                       |
| 1957      | Orgoglio e pregiudizio                                      | ITA           | Daniele D’Anza                                 | Virna Lisi, Franco Volpi, Sergio Tofano                       | Stolz und Vorurteil                                                                  | fünfteilige Fernsehverfilmung der Radiotelevisione Italiana, in Schwarzweiß                                                                  |
| 1958      | Pride and Prejudice                                         | GBR           |                                                | Jane Downs, Alan Badel                                        | Stolz und Vorurteil                                                                  | sechsteilige Fernsehverfilmung der BBC, in Schwarzweiß                                                                                       |
| 1960      | Emma                                                        | GBR           | Campbell Logan                                 | Diana Fairfax, Paul Daneman, David McCallum                   | Emma                                                                                 | sechsteilige Fernsehverfilmung der BBC, in Schwarzweiß                                                                                       |
| 1960      | Persuasion                                                  | GBR           | Campbell Logan                                 | Daphne Slater, Paul Daneman                                   | Überredung                                                                           | vierteilige Fernsehverfilmung der BBC, in Schwarzweiß                                                                                        |
| 1961      | De vier dochters Bennet                                     | NED           | Peter Holland                                  | Lies Franken, Ramses Shaffy                                   | Stolz und Vorurteil                                                                  | mehrteilige Fernsehverfilmung, in Schwarzweiß                                                                                                |
| 1967      | Pride and Prejudice                                         | GBR           | Joan Craft                                     | Celia Bannerman, Lewis Fiander, Michael Gough                 | Stolz und Vorurteil                                                                  | sechsteilige Fernsehverfilmung der BBC, in Schwarzweiß                                                                                       |
| 1971      | Sense and Sensibility                                       | GBR           | David Giles                                    | Joanna David, Ciaran Madden, Clive Francis                    | Verstand und Gefühl                                                                  | vierteilige Fernsehverfilmung der BBC |
| 1971      | Persuasion                                                  | GBR           | Howard Baker                                   | Ann Firbank, Bryan Marshall                                   | Überredung                                                                           | fünfteilige Fernsehverfilmung von Granada Television                                                                                         |
| 1972      | Emma (Emma)                                                 | GBR           | John Glenister                                 | Doran Godwin, John Carson                                     | Emma                                                                                 | sechsteilige Fernsehverfilmung der BBC |
| 1980      | Jane Austen’s Pride & Prejudice (Pride and Prejudice)       | GBR, AUS      | Cyril Coke                                     | Elizabeth Garvie, David Rintoul                               | Stolz und Vorurteil                                                                  | fünfteilige Fernsehverfilmung der BBC |
| 1980      | Jane Austen in Manhattan                                    | GBR, USA      | James Ivory                                    | Anne Baxter, Robert Powell, Sean Young                        | Sir Charles Grandison, or The Happy Man                                              | in New York gedrehter Kinofilm, moderne Version; Theatergruppe führt ein Jane-Austen-Stück auf                                               |
| 1981      | Jane Austen’s Sense and Sensibility (Sense and Sensibility) | GBR           | Rodney Bennett                                 | Irene Richard, Tracey Childs, Bosco Hogan                     | Verstand und Gefühl                                                                  | siebenteilige Fernsehverfilmung der BBC |
| 1983      | Jane Austen’s Mansfield Park (Mansfield Park)               | GBR           | David Giles                                    | Sylvestra Le Touzel, Nicholas Farrell, Anna Massey            | Mansfield Park                                                                       | sechsteilige Fernsehverfilmung der BBC |
| 1987      | Jane Austen’s Northanger Abbey (Northanger Abbey)           | GBR, USA      | Giles Foster                                   | Katharine Schlesinger, Peter Firth, Robert Hardy              | Die Abtei von Northanger                                                             | Fernsehfilm der Screen-Two-Reihe (1985–2002) von A&E Television Networks und der BBC                                                         |
| 1995      | Clueless – Was sonst! (Clueless)                            | USA           | Amy Heckerling                                 | Alicia Silverstone, Paul Rudd                                 | Emma                                                                                 | in Kalifornien gedrehter Kinofilm von Paramount Pictures, moderne Version, mit zwei MTV Movie Awards ausgezeichnet                           |
| 1995      | Jane Austens Verführung (Persuasion)                        | GBR, USA, FRA | Roger Michell                                  | Amanda Root, Ciarán Hinds                                     | Überredung                                                                           | mit fünf BAFTAs ausgezeichneter Kinofilm von BBC Films und Millésime Productions                                                             |
| 1995      | Stolz und Vorurteil (Pride and Prejudice)                   | GBR           | Simon Langton                                  | Jennifer Ehle, Colin Firth                                    | Stolz und Vorurteil                                                                  | mehrteilige, mit einem BAFTA und einem Emmy ausgezeichnete Fernsehverfilmung der BBC                                                         |
| 1995      | Sinn und Sinnlichkeit (Sense and Sensibility)               | GBR, USA      | Ang Lee                                        | Emma Thompson, Kate Winslet, Hugh Grant                       | Verstand und Gefühl                                                                  | Kinofilm von Columbia Pictures, mit dem Goldenen Bären, einem Oscar, zwei Golden Globes und drei BAFTAs prämiert                             |
| 1996      | Emma (Emma)                                                 | GBR, USA      | Douglas McGrath                                | Gwyneth Paltrow, Jeremy Northam, Ewan McGregor                | Emma                                                                                 | mit einem Oscar und einem Satellite Award ausgezeichneter Kinofilm von Miramax Films                                                         |
| 1996      | Emma (Emma)                                                 | GBR           | Diarmuid Lawrence                              | Kate Beckinsale, Mark Strong, Samantha Bond                   | Emma                                                                                 | mit zwei Emmys ausgezeichneter Fernsehfilm von A&E Television Networks                                                                       |
| 1999      | Mansfield Park (Mansfield Park)                             | GBR           | Patricia Rozema                                | Frances O’Connor, Jonny Lee Miller                            | Mansfield Park                                                                       | Kinofilm von BBC Films und Miramax Films |
| 2000      | Kandukondain Kandukondain                                   | IND           | Rajiv Menon                                    | Tabu, Aishwarya Rai, Ajith Kumar                              | Verstand und Gefühl                                                                  | in Indien und Schottland gedrehter Kinofilm, moderne Version, Bollywood-Filmmusical, mit einem Silver Lotus Award ausgezeichnet              |
| 2003      | Pride and Prejudice (Pride and Prejudice)                   | USA           | Andrew Black                                   | Kam Heskin, Orlando Seale                                     | Stolz und Vorurteil                                                                  | in Utah gedrehter Kinofilm, moderne Version                                                                                                  |
| 2004      | Liebe lieber indisch (Bride and Prejudice)                  | GBR, USA      | Gurinder Chadha                                | Aishwarya Rai, Martin Henderson                               | Stolz und Vorurteil                                                                  | in Indien und England gedrehter Kinofilm, moderne Version, Bollywood-Filmmusical                                                             |
| 2005      | Stolz und Vorurteil (Pride & Prejudice)                     | GBR, FRA      | Joe Wright                                     | Keira Knightley, Matthew Macfadyen                            | Stolz und Vorurteil                                                                  | mit einem BAFTA und einem Satellite Award ausgezeichneter Kinofilm der Universal Studios                                                     |
| 2006      | Ellie & Marianne                                            | USA           | Heath Benfield, Robin Bisel, Benjamin Dewhurst | Alli Miller, Kate Bernhardt, Steve Andrews                    | Verstand und Gefühl                                                                  | Spielfilm der Ball State University |
| 2007      | Geliebte Jane (Becoming Jane)                               | GBR, IRL      | Julian Jarrold                                 | Anne Hathaway, James McAvoy, Maggie Smith                     | Briefe                                                                               | in Irland gedrehter Kinofilm, Filmbiografie über Jane Austen                                                                                 |
| 2007      | Jane Austen’s Mansfield Park (Mansfield Park)               | GBR           | Iain B. MacDonald                              | Billie Piper, Blake Ritson, Hayley Atwell                     | Mansfield Park                                                                       | Fernsehfilm |
| 2007      | Jane Austen’s Northanger Abbey (Northanger Abbey)           | GBR           | Jon Jones                                      | Felicity Jones, JJ Feild                                      | Die Abtei von Northanger                                                             | in Irland gedrehter Fernsehfilm von Independent Television                                                                                   |
| 2007      | Persuasion (Persuasion)                                     | GBR, USA      | Adrian Shergold                                | Sally Hawkins, Rupert Penry-Jones                             | Überredung                                                                           | mit zwei Royal Television Awards und einer Goldenen Nymphe ausgezeichneter Fernsehfilm                                                       |
| 2008      | Sinn und Sinnlichkeit (Sense and Sensibility)               | GBR           | John Alexander                                 | Hattie Morahan, Charity Wakefield, Dan Stevens                | Verstand und Gefühl                                                                  | dreiteilige Fernsehverfilmung der BBC |
| 2008      | Miss Austen Regrets (Miss Austen Regrets)                   | GBR, USA      | Jeremy Lovering                                | Olivia Williams, Greta Scacchi, Imogen Poots                  | Briefe und Tagebücher                                                                | mit einem BAFTA ausgezeichneter Fernsehfilm der BBC, Filmbiografie über Jane Austen                                                          |
| 2008      | Wenn Jane Austen wüsste (Lost in Austen)                    | GBR           | Dan Zeff                                       | Jemima Rooper, Gemma Arterton, Elliot Cowan                   | Stolz und Vorurteil                                                                  | vierteilige Fernsehverfilmung; Jane-Austen-Fan der Neuzeit tauscht die Rolle mit Elizabeth Bennet                                            |
| 2009      | Emma (Emma)                                                 | GBR           | Jim O’Hanlon                                   | Romola Garai, Jonny Lee Miller, Rupert Evans                  | Emma                                                                                 | vierteilige, mit einem Emmy ausgezeichnete Fernsehverfilmung der BBC                                                                         |
| 2010      | Aisha                                                       | IND           | Rajshree Ojha                                  | Sonam Kapoor, Abhay Deol, Amrita Puri                         | Emma                                                                                 | in Indien gedrehter Kinofilm, moderne Version, Bollywood-Filmmusical                                                                         |
| 2011      | Sense & Sensibility (Scents and Sensibility)                | USA           | Brian Brough                                   | Ashley Williams, Marla Sokoloff, Nick Zano                    | Verstand und Gefühl                                                                  | Spielfilm, moderne Version |
| 2011      | From Prada to Nada                                          | MEX, USA      | Angel Gracia                                   | Camilla Belle, Alexa Vega, Nicholas D’Agosto                  | Verstand und Gefühl                                                                  | in Mexiko und Los Angeles gedrehter Kinofilm, moderne Version                                                                                |
| 2011      | A Modern Pride and Prejudice                                | USA           | Bonnie Mae                                     | Maia Petee, Caleb Grusing                                     | Stolz und Vorurteil                                                                  | in Colorado gedrehter Kinofilm, moderne Version                                                                                              |
| 2012–2013 | The Lizzie Bennet Diaries                                   | USA           | Bernie Su, Margaret Dunlap                     | Ashley Clements, Daniel Vincent Gordh                         | Stolz und Vorurteil                                                                  | in Los Angeles gedrehte und in Vlogs erzählte Webserie mit 100 Folgen, moderne Version, mit einem Emmy und vier Streamy Awards ausgezeichnet |
| 2013–2018 | Emma Approved                                               | USA           | Bernie Su                                      | Joanna Sotomura, Brent Bailey                                 | Emma                                                                                 | in Vlogs erzählte Webserie mit 80 Folgen, moderne Version, mit einem Emmy ausgezeichnet                                                      |
| 2014      | Pride and Prejudice                                         | GBR           | Rebecca McGibney                               | Jolie Lennon, Luke McGibney                                   | Stolz und Vorurteil                                                                  | sechsteilige Miniserie |
| 2014      | Sense & Sensibility                                         | USA           | Desiree Naomi Stone                            | Sarah Karnes, Rachel Brow, Cathan Bordyn                      | Verstand und Gefühl                                                                  | |
| 2016      | Love & Friendship (Love & Friendship)                       | IRL, FRA, NED | Whit Stillman                                  | Kate Beckinsale, Morfydd Clark, Xavier Samuel                 | Lady Susan                                                                           | in Irland gedrehter Kinofilm, mit zwei London Critics’ Circle Film Awards und einem Evening Standard British Film Award ausgezeichnet        |
| 2016      | Before the Fall                                             | USA           | Byrum Geisler                                  | Ethan Sharrett, Caleb Grusing                                 | Stolz und Vorurteil                                                                  | in Virginia gedrehter und spielender Spielfilm, moderne LGBT-Version mit Elizabeth Bennet als Ben Bennett                                    |
| 2018      | Orgulho e Paixão                                            | BRA           | Frederico Mayrink, Hugo de Sousa               | Nathalia Dill, Thiago Lacerda, Agatha Moreira, Chandelly Braz | Stolz und Vorurteil, Verstand und Gefühl, Emma, Die Abtei von Northanger, Lady Susan | brasilianische Telenovela mit 162 Folgen, um 1910 spielend                                                                                   |
| 2019      | Sanditon                                                    | GBR           | Olly Blackburn, Lisa Clarke, Charles Sturridge | Rose Williams, Theo James, Kate Ashfield                      | Sanditon (unvollendet)                                                               | achtteilige, in England gedrehte Fernsehverfilmung von ITV                                                                                   |
| 2020      | Emma (Emma)                                                 | GBR           | Autumn de Wilde                                | Anya Taylor-Joy, Johnny Flynn, Bill Nighy                     | Emma                                                                                 | in England gedrehter Kinofilm |
| 2020      | Moderne Verführung (Modern Persuasion)                      | USA           | Alex Appel, Jonathan Lisecki                   | Alicia Witt, Shane McRae, Mark Moses                          | Überredung                                                                           | in New York spielende moderne Version |
| 2022      | Überredung (Persuasion)                                     | USA           | Carrie Cracknell                               | Dakota Johnson, Cosmo Jarvis, Richard E. Grant                | Überredung                                                                           | in England gedrehter Spielfilm von Netflix, modernisierte Adaption                                                                           |

## DVD-Veröffentlichungen
Die Abtei von Northanger:
- 1987: Jane Austen’s Northanger Abbey. KSM 2007.
- 2007: Jane Austen’s Northanger Abbey. KSM 2007.

Emma:
- 1995: Clueless – Was sonst?. Paramount Home Entertainment 2006.
- 1996: Emma. Arthaus 1999.
- 1996 (TV): Jane Austen’s Emma. KSM 2011 (zusätzlich mit englischer Langfassung).
- 2009: Emma. Polyband & Toppic Video 2010.
- 2020: Emma. Universal Pictures Germany 2020 (auch Blu-ray).

Mansfield Park:
- 1983: Jane Austen’s Mansfield Park. KSM 2007.
- 1999: Mansfield Park. Arthaus 2005.
- 2007: Jane Austen’s Mansfield Park. KSM 2007.

Stolz und Vorurteil:
- 1940: Stolz und Vorurteil. Warner Home Video 2007.
- 1980: Jane Austen’s Pride & Prejudice. KSM 2007.
- 1995: Pride & Prejudice – Stolz und Vorurteil (15th Anniversary Edition). KSM 2010 (gekürzte ZDF-Fassung sowie Langfassung auf Englisch und Deutsch).
- 2003: Pride & Prejudice. KSM 2009.
- 2004: Liebe lieber indisch. Ufa 2005.
- 2005: Stolz und Vorurteil. Universal 2006 (Bonusmaterial u. a. mit alternativem Ende)
- 2008: Lost in Austen. KSM 2009.

Überredung:
- 1995: Jane Austens Verführung. KSM 2011.
- 2007: Jane Austen’s Persuasion. KSM 2007.
- 2020: Moderne Verführung. Tiberius Film 2021.

Verstand und Gefühl:
- 1981: Jane Austen’s Sense and Sensibility. KSM 2007.
- 1995: Sinn und Sinnlichkeit (Special Edition). Sony Pictures Home Entertainment 2002.
- 2008: Jane Austen’s Sense & Sensibility. KSM 2008.
- 2011: Sense & Sensibility. KSM 2013.

Weitere:
- Geliebte Jane. Concorde Video 2008.
- Miss Austen Regrets. KSM 2008.
- Love & Friendship. Koch Media 2017.